# Дівчина-яструб (Кендра Сондерс)
Кендра Сондерс (англ. Kendra Saunders) — супергероїня з коміксів американського видавництва DC Comics, що була створена сценаристами Джеймсом Робінсоном і Девідом С. Ґоєром та художником Скоттом Бенефілом. Вперше з’явилась у випуску JSA: Secret Files and Origins №1 (серпень 1999 року). Сондерс є третьою й актуальною ітерацією персонажа, відомого під іменем Дівчина-яструб.
Кендру Сондерс зображають як американку латиноамериканського походження, що є останньою ланкою у циклі реінкарнацій. Від своїх попередніх втілень вона відрізняється стриманим ставленням до ідеї переродження та небажанням ототожнювати себе з єдиною сутністю, свідомо дистанціюючись від повторюваних рис своїх минулих життів. Як Дівчина-яструб, вона — безсмертна воїтелька, яка відігравала помітну роль у складі Ліги справедливості та Товариства справедливості Америки.
Героїня з’являлася в низці адаптацій поза межами коміксів. Зокрема, вона була одним із персонажів DC Super Hero Girls, де її озвучила Ніка Фаттерман. У телевізійних проєктах всесвіту Arrowverse її втілила акторка Сіара Рене: вперше персонаж з’явився у фіналі першого сезону серіалу «Флеш», згодом — у кросовері «Heroes Join Forces», а також у першому сезоні «Легенди завтрашнього дня». У рамках кіновсесвіту DC роль Кендри Сондерс у фільмі «Супермен» (2025) виконала Ізабела Мерсед.

## Історія публікації
Нову версію Дівчини-яструба було вперше представлено у 1999 році в межах перезапуску щомісячної серії JSA. Нею стала Кендра Сондерс — онука кузена Дівчини-яструба Золотої доби, Спіда Сондерса. Відтоді Кендра регулярно з’являлася у серії JSA, а згодом — і в серії Hawkman. У 2006 році, в рамках редакційної ініціативи «Один рік потому», серію Hawkman було перейменовано на Hawkgirl, починаючи з випуску №50, де головною героїнею стала Кендра, змінивши Людину-яструба у провідній ролі. Серія про Кендру завершилася на 66-му випуску.
Кендра Сондерс також була періодичною учасницею команди Хижих пташок. Вперше вона приєдналася до них у випуску №104, коли Оракул звернулась до неї за допомогою у боротьбі з Таємною шісткою, за що Кендра отримала в подарунок автомобіль. Протягом «російської» сюжетної арки вона діяла як повноправна учасниця команди та вступила в особисте протистояння з членкинею Шістки, на ім’я Скендал.
Кендра також входила до складу Ліги справедливості Америки під час її перезапуску, однак залишила команду після отриманих поранень під час подій Final Crisis. У сюжетній арці Blackest Night Кендра та Картер Голл були вбиті. До цього інша версія Людини-яструба, Катара Гол, загинув у фінальній битві з так званим Богом-яструбом, а Картер Голл, що втілився у новому тілі, замінив його як напарник Кендри. Після Blackest Night Картер та Шиєра Голл воскреслі, однак Кендра загинула знову.

## Сили та здібності
Кендра Сондерс володіє надприродними здібностями, джерелом яких є метал Н-т — інопланетна речовина, що наділяє її надлюдською силою, витривалістю, здатністю до регенерації та польоту. У початкових версіях персонажа ці сили походили від спеціального спорядження — системи ременів і великих штучних крил, які вона могла контролювати. У пізніших інтерпретаціях саме метал Н-т став джерелом її надлюдських якостей: він злився з її фізіологією, даруючи подібні до Танаґарської інкарнації здібності.
Сондерс також є безсмертною та зберігає пам’ять про всі свої минулі життя. Це забезпечує їй винятковий обсяг знань, накопичених за багато століть. Завдяки цьому вона є досвідченим археологом зі схильністю до вивчення стародавнього Єгипту та інопланетних цивілізацій, вправним детективом із розвиненими аналітичними здібностями, а також майстерною воїтелькою, що досконало володіє як зброєю, так і техніками рукопашного бою.

## Колекційні видання
| Назва                        | Випуски                                       | Дата публікації | ISBN                   |
| ---------------------------- | --------------------------------------------- | --------------- | ---------------------- |
| Hawkgirl: The Maw            | Hawkgirl Том 1 #50-56                         | Квітень 2007    | ISBN 978-1-4012-1246-9 |
| Hawkgirl: Hawkman Returns    | Hawkgirl Том 1 #57-60; JSA: Classified #21-22 | Листопад 2007   | ISBN 978-1-4012-1488-3 |
| Hawkgirl: Hath-Set           | Hawkgirl Том 1 #61-66                         | Березень 2008   | ISBN 978-1-4012-1488-3 |
| Hawkgirl: Once Upon a Galaxy | Hawkgirl (2023) #1-6                          | Червень 2024    | ISBN 978-1779525109    |